# Sam Worthington
Samuel "Sam" Worthington, född 2 augusti 1976 i Godalming, Surrey (uppvuxen i Perth, Western Australia), är en australisk skådespelare.

## Biografi
Worthington föddes i Godalming i Surrey, England men flyttade till Perth i Australien som barn. Han växte upp i Warnbro, en förort till Rockingham där hans far, Ronald Worthington, arbetade på ett kraftverk medan hans mor stannade hemma med honom och hans syster. Han gick på John Curtin College of Arts, hoppade av skolan vid 17 års ålder och flyttade till Sydney där han främst jobbade inom konstruktionsbranschen. Som nittonåring fick blev han antagen på stipendium till National Institute of Dramatic Art (NIDA) genom provspelning.
Sam Worthington medverkade först som gästskådespelare i ett avsnitt i tv-serien På heder och samvete och har varit med många icke succé-filmer. 
Worthington internationella filmkarriär inleddes med en rad mindre roller i Hollywood-produktioner såsom Hart's War (2002) och The Great Raid (2005), som spelades in i Australien. Han var en av flera aktörer som var under behandling för att ta över rollen som James Bond från Pierce Brosnan för 2006 filmen Casino Royale.
År 2007 valde James Cameron honom för huvudrollen i hans nya film Avatar, vilket blev ett stort projekt för Worthington. Cameron valde honom för att han ville ha en okänd skådespelare till sin nya film och letade runt hela världen tills han hittade Sam. Det var Camerons idé att Worthington skulle spela Marcus Wright i Terminator Salvation som blev en succé men fick många negativa recensioner. 
Innan han fick rollen som Jake Sully i Avatar så bodde Worthington i sin bil. Men efter hans enorma genombrott lyckades han att skaffa sig ett riktigt hem. Han hittade en bostad att bo.
Worthingtons tredje succé film är Clash of the Titans där han spelar halvguden Perseus.
Det är också bevisat att det är han som spelar rösten för karaktären Alex Mason i succéspelen Call of Duty: Black Ops och Call of Duty: Black Ops 2

## Filmografi (i urval)
| År   | Titel                      | Roll                     | Noteringar                       |
| ---- | -------------------------- | ------------------------ | -------------------------------- |
| 2000 | På heder och samvete       | Dunsmore                 | Avsnitt 5.15 "Boomerang: Part 1" |
| 2000 | Water Rats                 | Phillip Champion         |                                  |
| 2000 | Bootmen                    | Mitchell                 |                                  |
| 2000 | Blue Heelers               | Shane Donovan            | Avsnitt 7.39 "Bloodlines"        |
| 2001 | Matter of Life             | Our Hero                 | Kortfilm                         |
| 2002 | Hart's War                 | Cpl. B.J. 'Depot' Guidry |                                  |
| 2004 | Love my way                | Howard Light             | 10 avsnitt                       |
| 2005 | The Great Raid             | Pfc. Lucas               |                                  |
| 2007 | Territory                  | Neil Kelly               |                                  |
| 2009 | Terminator Salvation       | Marcus Wright            |                                  |
| 2009 | Avatar                     | Jake Sully               |                                  |
| 2010 | Clash of the Titans        | Perseus                  |                                  |
| 2010 | Last Night                 | Michael Reed             |                                  |
| 2010 | Call of Duty: Black Ops    | Alex Mason (röst)        |                                  |
| 2011 | The Debt                   | Young David              |                                  |
| 2011 | Texas Killing Fields       | Detektiv Mike Soulder    |                                  |
| 2011 | The Fields                 | Jake Souder              |                                  |
| 2012 | Man on a Ledge             | Nick Cassidy             |                                  |
| 2012 | Wrath of the Titans        | Perseus                  |                                  |
| 2012 | Call of Duty: Black Ops II | Alex Mason (spel)        |                                  |
| 2013 | Wave Breakers              | JB                       |                                  |
| 2014 | Sabotage                   | Monster                  |                                  |
| 2014 | The Keeping Room           | Moses                    |                                  |
| 2014 | Paper Planes               | Jack                     |                                  |
| 2014 | Kidnapping Freddy Heineken | Willem Holleeder         |                                  |
| 2015 | Cake                       | Roy                      |                                  |
| 2015 | Everest                    | Guy Cotter               |                                  |
| 2015 | Deadline Gallipoli         | Phillip Schuler          | TV-serie                         |
| 2016 | Hunter's Prayer            | Stephen Lucas            |                                  |
| 2016 | Hacksaw Ridge              | Captain Glover           |                                  |
| 2016 | Danger Close               | Harry Smith              |                                  |
| 2024 | Horizon: An American Saga  | First Lt. Trent Gephardt |                                  |
| 2025 | Avatar: Fire and Ash       | Jake Sully               |                                  |